# Одеський припортовий завод
Акціонерне товариство «Одеський припортовий завод» (АТ «ОПЗ») — державне підприємство хімічної галузі України. Спеціалізується на виробництві аміаку, карбаміду, рідкого азоту, діоксиду вуглецю і рідкого кисню. АТ «ОПЗ» також займається перевантаженням хімічної продукції.
Підприємство розташоване на березі Малого Аджалицького лиману, в 35 км від Одеси. Загальна площа території становить близько 250 га.
Входить до переліку підприємств, що мають стратегічне значення для економіки і безпеки України.

## Опис
Акціонерне товариство «Одеський припортовий завод» (АТ «ОПЗ») призначено для виробництва хімічної продукції та відвантаження її морським транспортом на експорт. Завод приймає, зберігає і відвантажує на зовнішній ринок продукцію (аміак, карбамід, метанол) інших українських підприємств. Хімічна продукція від інших підприємств на перевантажувальні комплекси заводу надходить залізницею та по аміакопроводу.
До складу АТ «ОПЗ» входять:
- два агрегати з виробництва аміаку загальною початковою проєктною потужністю 900 тис. тонн в рік, з подальшою модернізацією по збільшенню річної продуктивності на 180 тис. тонн;
- два агрегати з виробництва карбаміду загальною початковою проєктною потужністю 660 тис. тонн в рік, з подальшою модернізацією по збільшенню річної продуктивності на 240 тис. тонн;
- комплекс з перевантаження аміаку проєктною потужністю 4,0 млн тонн в рік, зі сховищами на 120 тис. тонн;
- комплекс з перевантаження карбаміду проєктною потужністю до 3,5 млн тонн в рік, зі сховищами на 80 тис. тонн;
- комплекс з перевантаження метанолу проєктною потужністю 1 млн тонн в рік, зі сховищами на 48 тис. тонн;
- комплекс з перевантаження рідких азотних добрив потужністю 500 тис. тонн в рік, зі сховищами на 36 тис. тонн.

За роки своєї діяльності АТ «ОПЗ» виріс до підприємства європейського рівня — з 1998 р. завод є членом Міжнародної асоціації виробників добрив (IFA).

## Історія
В 1974 році почалося будівництво Одеського припортового заводу.
28 грудня 1978 року вважається датою початку виробничої діяльності АТ «ОПЗ», коли була отримана перша продукція — аміак.
Протягом 1978—1988 років було введено в експлуатацію виробничі та перевантажувальні комплекси.
У 1998 році, АТ «ОПЗ» став членом Міжнародної асоціації виробників мінеральних добрив.
Протягом 2000—2009 років, виробничі потужності заводу були розширені та модернізовані зі збільшенням річної продуктивності аміаку і карбаміду на 180 тис. тонн і 240 тис. тонн відповідно.
Вже в 2010 році була завершена реконструкція системи промислового водопостачання в цеху водообробки АТ «ОПЗ». Застосування системи водопостачання на основі мембранних технологій (установка зворотного осмосу) дозволила підприємству повністю перейти на альтернативні джерела виробничого водопостачання — очищену морську і стічну воду.
У проміжок часу з 2017 по 2018 рік, АТ «ОПЗ» працювало нестабільно, з зупинками виробничих потужностей.
На початку серпня 2019 року, після 15 місяців простою, АТ «ОПЗ» відновив роботу.
20 вересня 2021 року, АТ «ОПЗ» оголосив про вихід у простій. Офіційна причина — висока ціна газу в Україні та низька вартість продукції ОПЗ — аміаку та карбаміду на світовому ринку. Це друге припинення роботи ОПЗ за останні три роки, як відомо в серпні 2019 року завод відновив виробництво карбаміду й аміаку після більш ніж річної паузи.

## Керівники
1974—1986 — Анатолій Васильович Скориченко (директор)
1986—2016 — Валерій Степанович Горбатко (директор)
2017—2020 — Сергій Миколайович Назаренко (т.в.о. Голови Правління — директора)
2020 — Микола Іванович Синиця (в.о. Голови Правління — директора)
З 2020 — Микола Миколайович Парсентьєв (в.о. Голови Правління — директора)

## Нагороди
1993 рік — «Золота Зірка Європи» — нагорода міжнародної асоціації підприємців за Якість і Підприємницьку довіру.
2005 рік — Одеський припортовий завод нагороджений призом «World Quality Commitment International Star Awards Paris» за Підприємницький Престиж і Якість продукції.
2011 рік — Одеський припортовий завод визнаний кращим підприємством в номінації «хімічна промисловість» в рейтингу «Кращі підприємства України».
2012 рік — Міжнародний сертифікат якості «SIQS» виданий Швейцарським Інститутом Стандартів Якості (м Цюрих).
2013 рік — міжнародна нагорода «European award for best practices» — за високі результати в роботі.
2014—2017 роки — щорічні Дипломи Лідера природоохоронної діяльності «Довкілля України».

## Соціальна політика

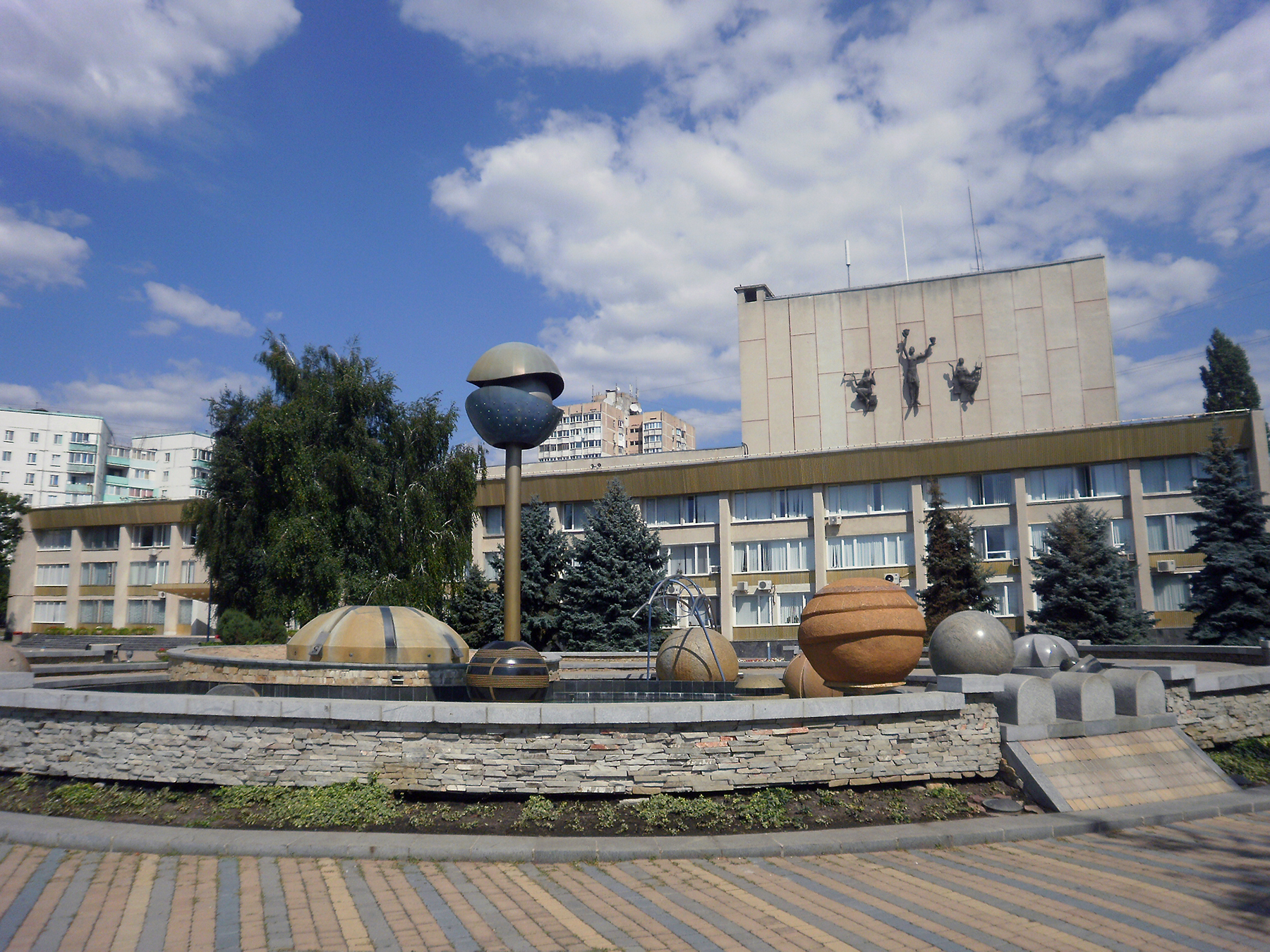
Палац культури «Дружба», відкритий у 1988

На АТ «ОПЗ» особлива увага приділяється вирішенню соціальних завдань. Соціальна політика спрямована на створення максимально сприятливих умов для ефективної трудової діяльності та відпочинку працівників підприємства. Для забезпечення нормальних трудових відносин адміністрація, профком і трудовий колектив керуються Колективним договором АТ «ОПЗ».

## Екологічна та промислова безпека
Поряд з вирішенням численних виробничих завдань, одним з пріоритетів для заводу є стратегія збереження та захисту навколишнього екологічного середовища.
Природоохоронна діяльність підприємства спрямована на впровадження безвідходних і маловідходних технологій, вдосконалення хімічного обладнання і модернізацію виробництва з метою економії ресурсів і зменшення кількості забруднювальних речовин, що потрапляють у навколишнє середовище.
Впроваджено автоматизовану систему контролю забруднення атмосфери, за допомогою якої проводиться автоматичне вимірювання концентрації шкідливих домішок і передача інформації на центральну станцію комп'ютерної обробки.
У всіх цехах АТ «ОПЗ» функціонує автоматична система управління технологічними процесами, контролю стану обладнання та апаратів, що дозволяє знизити до мінімуму ймовірність екологічного ризику і виникнення аварійних ситуацій.

## Виноски
1. ↑  ОПЗ - Акционерам. Одесский Припортовый Завод (англ.). Процитовано 17 квітня 2023.
2. ↑  Постанова  від 23 грудня 2004 р. N 1734 "Про затвердження переліку підприємств, які мають стратегічне значення для економіки і безпеки держави". zakon.rada.gov.ua (Українська) . Архів оригіналу за 25 вересня 2019. Процитовано 15 червня 2020.
3. ↑  ОПЗ - Про завод. Одесский Припортовый Завод (англ.). Процитовано 17 квітня 2023.
4. ↑  ОПЗ - История. Одесский Припортовый Завод (англ.). Процитовано 17 квітня 2023.
5. ↑  Через високу ціну на газ в Україні та світі Одеський припортовий завод вийшов у простій. У зоні ризику інші хімзаводи. 21.09.2021, 15:13. Архів оригіналу за 09.10.2021. Процитовано 09.10.2021.
6. ↑  Кабінет Міністрів України - Про погодження призначення Синиці М. І. виконуючим обов’язки голови правління — директора публічного акціонерного товариства “Одеський припортовий завод”. www.kmu.gov.ua (ua) . Архів оригіналу за 29 січня 2020. Процитовано 15 червня 2020.
7. ↑  ОПЗ - Награды. Одесский Припортовый Завод (англ.). Процитовано 17 квітня 2023.